# Мендеш, Педру
Пе́дру Миге́л да Си́лва Ме́ндеш (порт. Pedro Miguel da Silva Mendes; род. 26 февраля 1979, Гимарайнш, Португалия) — португальский футболист. Выступал на позиции полузащитника.
Карьеру футболиста Мендеш начал в 1998 году в клубе «Витория». В 2003 году перешёл в «Порту». В составе «драконов» стал победителем Лиги чемпионов в 2004 году. В том же году перебрался в Англию, где подписал контракт с лондонским клубом «Тоттенхэм Хотспур». Спустя два года новым работодателем португальца стал «Портсмут». В 2008 году Педру переехал на север Британских островов, став игроком шотландского клуба «Рейнджерс». В начале 2010 года Мендеша купил лиссабонский «Спортинг», и португалец вернулся на родину. В июле 2011 года полузащитник подписал двухлетний контракт со своим первым «игровым» клубом — «Виторией».
Сыграл двенадцать матчей за национальную сборную Португалии. Участник чемпионата мира 2010.

## Клубная карьера

### Ранние годы
Мендеш родился 26 февраля 1979 года в португальском городе Гимарайнш.
В 1998 году подписал свой первый профессиональный контракт с клубом своего родного города — «Виторией». После этого Педру с целью приобретения опыта сразу был отдан в одногодичную аренду в команду «Фелгейраш», после возвращения из которой играл за «конкистадоров» ещё четыре сезона.
В 2003 году Мендеш перешёл в клуб «Порту». Отыграв в составе «драконов» всего один, Педру выиграл сразу три трофея — вместе со столичной командой он стал победителем Лиги чемпионов 2004, обладателем Суперкубка Португалии, чемпионом страны. Наставником лиссабонцев в это счастливое для них время был Жозе Моуриньо.

### «Тоттенхэм Хотспур»
8 июля 2004 года Педру перебрался в английский «Тоттенхэм Хотспур». Мендеш стал частью сделки, по которой «Порту» платили «шпорам» 5 миллионов фунтов стерлингов и получали Элдера Поштигу, лондонцы в свою очередь отдавали лиссабонцам 2 миллиона фунтов, и в их стан перебирался Педру.
Дебют португальца в составе «лилейно-белых» состоялся 14 августа 2004 года, когда его новая команда в рамках английской Премьер-лиги встречалась с «Ливерпулем». В первый день 2005 года Мендеш открыл счёт своим голам за «Тоттенхэм», поразив ворота «Эвертона».
Второй гол в лондонском клубе Педру забил 3 дня спустя в поединке с «Манчестер Юнайтед». Но, к сожалению для португальца и его клуба, этот мяч не был засчитан главным арбитром поединка. Увидев, что голкипер «красных дьяволов», Рой Кэрролл, вышел далеко в поле, Мендеш ударом с 50 метров попытался перекинуть североирландца. Кэрролл на самой «ленточке» ворот в высоком прыжке почти поймал футбольный снаряд, но тот, отскочив от груди вратаря, перелетел его и пересёк линию ворот «Юнайтед». Через мгновение сориентировавшийся Кэролл выбил его в поле, но гол был очевиден. Тем не менее боковой судья не зафиксировал взятия ворот.
В своём втором сезоне в Англии португалец потерял место в основном составе «Хотспур». Сыграв в первой половине сезона 2005/06 за «Тоттенхэм» лишь шесть игр, он был выставлен на трансфер в январе 2006 года.

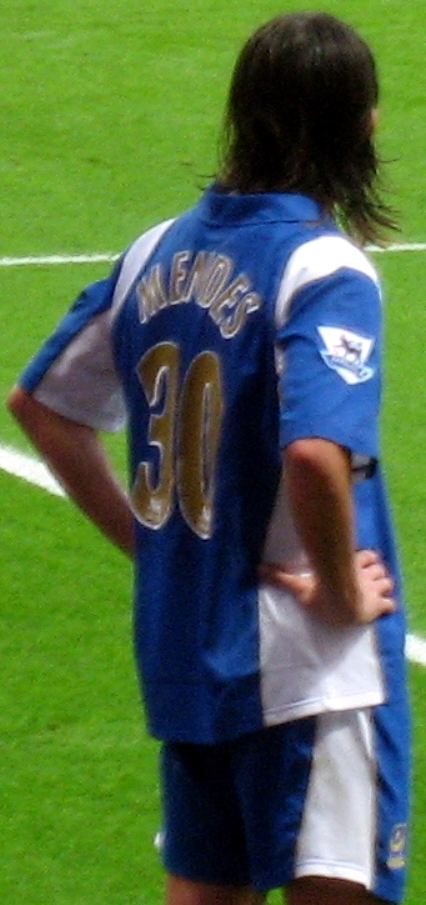
Мендеш в игре за «Портсмут».

### «Портсмут»
12 января Мендеша, а также двоих его партнёров по «шпорам», Шона Дейвиса и Ноя Памарота, купил клуб «Портсмут» за 7,5 миллионов фунтов. Сделка оказалась удачной для «синих» — именно Педру своими голами и голевыми пасами сыграл ключевую роль в сохранении командой места в элитном дивизионе Англии в сезоне 2005/06.
14 января, выйдя в стартовом составе «Портсмута» на матч против «Эвертона», португалец дебютировал в своём новом клубе. 11 марта «дубль» Мендеша принёс «синим» волевую победу над «Манчестер Сити». Оба гола были забиты с дальней дистанции, итоговый счёт — 2:1 в пользу гэмпширской команды.
23 августа «Портсмут» вновь играл с «Сити». На 50-й минуте поединка защитник «горожан» Бен Тэтчер в незначительной игровой ситуации у боковой линии исподтишка ударил португальца локтем в лицо. Удар был такой силы, что Мендеш, бежавший на полной скорости, врезался головой в рекламный щит. Травма оказалась серьёзной — Педру сразу же потерял сознание, потребовалось некоторое время, чтобы привести его в чувство и сразу же отправить в больницу. Диагноз оказался неутешительным — сильнейшее сотрясение мозга. Несмотря на то что Мендеш был отпущен из больницы домой уже на следующий день, целый месяц после этого рядом с ним постоянно находился врач, следивший за здоровьем португальца. Тетчер за свой грязный поступок в игре получил лишь жёлтую карточку. Португалец, вернувшийся к лёгким тренировкам уже через две недели после инцидента, выразил возмущение безнаказанностью действий защитника «Сити» и потребовал от Федерации применить к нему дисциплинарные меры. В итоге Тетчер сначала был оштрафован и отстранён от тренировок руководством «Манчестер Сити», затем последовала 8-матчевая дисквалификация от Футбольной ассоциации Англии. Тем не менее в последующих интервью защитник «горожан» не выразил сожаления в содеянном и не принёс извинений Мендешу.
В следующем сезоне Педру выиграл свой единственный трофей в Англии — 17 мая 2008 года, победив на стадионе «Уэмбли» «Кардифф Сити» со счётом 1:0, «Портсмут» стал обладателем Кубка Англии.
10 августа на том же «Уэмбли» «синие» играли с «Манчестер Юнайтед» за обладание Суперкубком Англии 2008 года. Основное время поединка закончилось нулевой ничьей, в серии пенальти удачливее оказались «красные дьяволы» — 3:1.

### «Рейнджерс»
Через пять дней, 15 августа 2008 года, Мендеш стал игроком шотландского клуба «Рейнджерс», подписав с глазговским клубом 3-летний контракт. Уже 16 августа Педру дебютировал в составе «джерс» — в этот день соперником глазговцев был клуб «Харт оф Мидлотиан». 31 августа португалец забил свой первый гол за «Рейнджерс» — произошло это в дерби «Old Firm» со злейшими врагами «джерс» — «Селтиком». Мендеш забил четвёртый мяч в этом поединке — откликнувшись на передачу с углового Стивена Дэвиса Педру ударом с 30 метров, поразил ворота голкипера «кельтов» Артура Боруца. Впечатляющая игра португальца в августе принесла ему признание Лучшим игроком месяца в шотландской Премьер-лиге. 24 мая Педру забил один из голов в ворота «Данди Юнайтед» в матче, победа в котором принесла «джерс» звание чемпионов страны. Травмировавшись в этой игре, португалец пропустил финал Кубка Шотландии, где «Рейнджерс» переиграли «Фалкирк» со счётом 1:0.
Сезон 2009/10 начался для Мендеша удачно — он регулярно выходил в основном составе глазговцев, показывая неплохую игру. 20 октября Педру вновь получил травму — случилось это в матче Лиги чемпионов против румынской «Унири». Как оказалось, это была последняя игра Мендеша за «Рейнджерс».

### «Спортинг» Лиссабон
30 января 2010 года права на Педру за 1,5 миллиона фунтов выкупил португальский «Спортинг». 25 февраля Мендеш забил свой дебютный мяч в лиссабонском клубе, поразив ворота английского «Эвертона» в матче Лиги Европы. Бо́льшую часть сезона полузащитник пропустил из-за травмы. 5 июля 2011 года Мендеш и «Спортинг» разорвали соглашение о сотрудничестве по обоюдному согласию.

### «Витория» Гимарайнш
18 июля Мендеш подписал контракт со своим первым «игровым» клубом — «Виторией» из Гимарайнша. Свой первый матч после возвращения в стан «конкистадоров» Педру провёл 28 июля, отыграв 71 минуту матча, проводимого в рамках третьего квалификационного раунда Лиги Европы против датского «Мидтъюлланна».

### Клубная статистика
| Клуб                         | Сезон                        | Чемпионат | Чемпионат | Кубок | Кубок | Кубок Лиги | Кубок Лиги | Суперкубок | Суперкубок | Еврокубки | Еврокубки | Итого | Итого |
| Клуб                         | Сезон                        | Игры      | Голы      | Игры  | Голы  | Игры       | Голы       | Игры       | Голы       | Игры      | Голы      | Игры  | Голы  |
| ---------------------------- | ---------------------------- | --------- | --------- | ----- | ----- | ---------- | ---------- | ---------- | ---------- | --------- | --------- | ----- | ----- |
| Фелгейраш                    | 1998/99                      | 31        | 2         | —     | —     | —          | —          | —          | —          | —         | —         | 31    | 2     |
| Всего за «Фелгейраш»         | Всего за «Фелгейраш»         | 31        | 2         | 0     | 0     | 0          | 0          | 0          | 0          | 0         | 0         | 31    | 2     |
| Витория                      | 1999/00                      | —         | —         | —     | —     | —          | —          | —          | —          | —         | —         | —     | —     |
| Витория                      | 2000/01                      | —         | —         | —     | —     | —          | —          | —          | —          | —         | —         | —     | —     |
| Витория                      | 2001/02                      | —         | —         | —     | —     | —          | —          | —          | —          | —         | —         | —     | —     |
| Витория                      | 2002/03                      | —         | —         | —     | —     | —          | —          | —          | —          | —         | —         | —     | —     |
| Витория                      | 2011/12                      | 15        | 0         | 1     | 0     | 1          | 0          | 1          | 0          | 4         | 0         | 22    | 0     |
| Всего за «Виторию»           | Всего за «Виторию»           | 97        | 7         | 1     | 0     | 1          | 0          | 1          | 0          | 4         | 0         | 104   | 7     |
| Порту                        | 2003/04                      | 26        | 0         | —     | —     | —          | —          | —          | —          | 10        | 0         | 36    | 0     |
| Всего за «Порту»             | Всего за «Порту»             | 26        | 0         | 0     | 0     | 0          | 0          | 0          | 0          | 10        | 0         | 36    | 0     |
| Тоттенхэм Хотспур            | 2004/05                      | 24        | 1         | 2     | 0     | 4          | 0          | —          | —          | —         | —         | 30    | 1     |
| Тоттенхэм Хотспур            | 2005/06                      | 6         | 0         | —     | —     | —          | —          | —          | —          | —         | —         | 6     | 0     |
| Всего за «Тоттенхэм Хотспур» | Всего за «Тоттенхэм Хотспур» | 30        | 1         | 2     | 0     | 4          | 0          | 0          | 0          | 0         | 0         | 36    | 1     |
| Портсмут                     | 2005/06                      | 14        | 3         | 1     | 0     | —          | —          | —          | —          | —         | —         | 15    | 3     |
| Портсмут                     | 2006/07                      | 26        | 2         | 2     | 0     | —          | —          | —          | —          | —         | —         | 28    | 2     |
| Портсмут                     | 2007/08                      | 18        | 0         | 3     | 0     | 3          | 0          | —          | —          | —         | —         | 24    | 0     |
| Портсмут                     | 2008/09                      | —         | —         | —     | —     | —          | —          | 1          | 0          | —         | —         | 1     | 0     |
| Всего за «Портсмут»          | Всего за «Портсмут»          | 58        | 5         | 6     | 0     | 3          | 0          | 1          | 0          | 0         | 0         | 68    | 5     |
| Рейнджерс                    | 2008/09                      | 35        | 3         | 3     | 0     | 4          | 1          | —          | —          | —         | —         | 42    | 4     |
| Рейнджерс                    | 2009/10                      | 4         | 0         | —     | —     | 1          | 0          | —          | —          | 3         | 0         | 8     | 0     |
| Всего за «Рейнджерс»         | Всего за «Рейнджерс»         | 39        | 3         | 3     | 0     | 5          | 1          | 0          | 0          | 3         | 0         | 50    | 4     |
| Спортинг                     | 2009/10                      | 11        | 0         | —     | —     | —          | —          | —          | —          | —         | —         | 11    | 0     |
| Спортинг                     | 2010/11                      | 7         | 0         | 2     | 0     | 2          | 0          | —          | —          | 4         | 1         | 15    | 1     |
| Всего за «Спортинг»          | Всего за «Спортинг»          | 18        | 0         | 2     | 0     | 2          | 0          | 0          | 0          | 4         | 1         | 26    | 1     |
| Всего за карьеру             | Всего за карьеру             | 299       | 18        | 14    | 0     | 15         | 1          | 2          | 0          | 21        | 1         | 351   | 20    |

## Сборная Португалии
Дебют Педру в футболке национальной сборной Португалии состоялся 20 ноября 2002 года, когда португальцы в товарищеском матче встречались с шотландцами. Мендеш в этом поединке вышел на замену на 57-й минуте игры вместо Руя Кошты. 12 февраля 2003 года полузащитник, сыграв в матче со сборной Италии, провёл второй матч за «команду избранных».
11 мая 2010 года Мендеш был включён в расширенный состав национальный команды на чемпионат мира 2010 года. 1 июня наставник сборной, Карлуш Кейруш, включил Педру в число 23-х футболистов, которые защищали цвета Португалии на мундиале.
На турнире португальцы, заняв второе место в своей группе G, вышли в плей-офф турнира, где в 1/8 финала в уступили Испании — 0:1. Сам Мендеш отыграл все четыре матча своей команды этом чемпионате мира.
Всего Мендеш провёл в составе сборной Португалии двенадцать игр.

### Матчи и голы за сборную Португалии
| №  | Дата             | Место                                           | Оппонент    | Счёт | Голы Мендеша | Соревнование                                                    |
| 1  | 20 ноября 2002   | «Примейру-ди-Маю», Брага, Португалия            | Шотландия   | 2:0  | —            | Товарищеский матч                                               |
| 2  | 12 февраля 2003  | «Луиджи Феррарис», Генуя, Италия                | Италия      | 0:1  | —            | Товарищеский матч                                               |
| 3  | 10 сентября 2008 | «Жозе Алваладе», Лиссабон, Португалия           | Дания       | 2:3  | —            | Отборочный матч чемпионата мира по футболу 2010                 |
| 4  | 10 октября 2009  | «Да Луж», Лиссабон, Португалия                  | Венгрия     | 3:0  | —            | Отборочный матч чемпионата мира по футболу 2010                 |
| 5  | 14 октября 2009  | «Эштадиу Афонсу Энрикеш», Гимарайнш, Португалия | Мальта      | 4:0  | —            | Отборочный матч чемпионата мира по футболу 2010                 |
| 6  | 24 мая 2010      | «Комплексо Деспортиво», Ковильян, Португалия    | Кабо-Верде  | 0:0  | —            | Товарищеский матч                                               |
| 7  | 1 июня 2010      | «Комплексо Деспортиво», Ковильян, Португалия    | Камерун     | 3:1  | —            | Товарищеский матч                                               |
| 8  | 8 июня 2010      | «Кока-Кола Парк», Йоханнесбург, ЮАР             | Мозамбик    | 3:0  | —            | Товарищеский матч                                               |
| 9  | 15 июня 2010     | «Нельсон Мандела Бэй», Порт-Элизабет, ЮАР       | Кот-д’Ивуар | 0:0  | —            | Чемпионат мира по футболу 2010 (финальные игры, групповой этап) |
| 10 | 21 июня 2010     | «Грин Пойнт», Кейптаун, ЮАР                     | КНДР        | 7:0  | —            | Чемпионат мира по футболу 2010 (финальные игры, групповой этап) |
| 11 | 25 июня 2010     | «Мозес Мабида», Дурбан, ЮАР                     | Бразилия    | 0:0  | —            | Чемпионат мира по футболу 2010 (финальные игры, групповой этап) |
| 12 | 29 июня 2010     | «Грин-Пойнт», Кейптаун, ЮАР                     | Испания     | 0:1  | —            | Чемпионат мира по футболу 2010 (финальные игры, 1/8 финала)     |

Итого: 12 матчей / 0 голов; 6 побед, 3 ничьи, 3 поражения.

### Сводная статистика игр/голов за сборную
| Сборная          | Год              | Отборочные матчи ЧМ | Отборочные матчи ЧМ | Финальные матчи ЧМ | Финальные матчи ЧМ | Отборочные матчи ЧЕ | Отборочные матчи ЧЕ | Финальные матчи ЧЕ | Финальные матчи ЧЕ | Товарищеские матчи | Товарищеские матчи | Итого | Итого |
| Сборная          | Год              | Игры                | Голы                | Игры               | Голы               | Игры                | Голы                | Игры               | Голы               | Игры               | Голы               | Игры  | Голы  |
| ---------------- | ---------------- | ------------------- | ------------------- | ------------------ | ------------------ | ------------------- | ------------------- | ------------------ | ------------------ | ------------------ | ------------------ | ----- | ----- |
| Португалия       | 2002             | —                   | —                   | —                  | —                  | —                   | —                   | —                  | —                  | 2                  | 0                  | 2     | 0     |
| Португалия       | 2008             | 1                   | 0                   | —                  | —                  | —                   | —                   | —                  | —                  | —                  | —                  | 1     | 0     |
| Португалия       | 2009             | 2                   | 0                   | —                  | —                  | —                   | —                   | —                  | —                  | —                  | —                  | 2     | 0     |
| Португалия       | 2010             | —                   | —                   | 4                  | 0                  | —                   | —                   | —                  | —                  | 3                  | 0                  | 7     | 0     |
| Всего за карьеру | Всего за карьеру | 3                   | 0                   | 4                  | 0                  | 0                   | 0                   | 0                  | 0                  | 5                  | 0                  | 12    | 0     |

## Достижения

### Командные
«Порту»
- Чемпион Португалии: 2003/04
- Обладатель Суперкубка Португалии: 2002/03
- Победитель Лиги чемпионов: 2003/04

«Портсмут»
- Обладатель Кубка Англии: 2007/08

«Рейнджерс»
- Чемпион Шотландии: 2008/09
- Финалист Кубка шотландской лиги: 2008/09

### Личные
- Игрок месяца шотландской Премьер-лиги: август 2008